# Raphaël Antonini
Pour les articles homonymes, voir Antonini.
Raphaël Antonini, né le 28 octobre 1845 et mort à l'hôpital Maillot de Bab El Oued (Alger) le 27 juillet 1928, est un homme politique français.

## Biographie
Jean-André-Raphaël Antonini est d'origine corse. Employé pendant plus de 38 ans, entre 1856 et 1895, dans les services administratifs de la Marine, il est commis au commissariat de Rochefort dans les années 1870 puis trésorier de la caisse du pilotage d'Alger et termine sa carrière comme chef à l'Inspection maritime de ce port.
En 1898, Antonini est sous-agent de la Marine en retraite lorsqu'il est élu conseiller municipal d'Alger sur la liste d'« Union antijuive » menée par Max Régis. Ce dernier ayant été révoqué dès 1899, il est remplacé par Edmond Voinot. Le 28 juillet 1899, comme Voinot a été suspendu pour trois mois, Antonini est élu par ses collègues pour faire brièvement fonctions de maire. Annulé par le préfet, ce vote est réitéré la semaine suivante.
Réélu conseiller municipal en mai 1900, Antonini est nommé premier adjoint de Régis. La démission de ce dernier ayant été acceptée par le préfet au cours du mois d'août 1901, Antonini lui succède à la tête de la municipalité le 19 septembre 1901.
Son mandat de maire est cependant de courte durée : entachées de fraudes, les élections de 1900 sont annulées par le Conseil d’État le 18 avril 1902. Lors des élections partielles qui ont lieu quelques semaines plus tard, la liste d'Antonini est battue après avoir été concurrencée par une liste antijuive dissidente présentée par Edmond Voinot et Louis Lionne, deux anciens colistiers d'Antonini et de Régis.
En 1910, Antonini figure parmi les collaborateurs du Réveil libéral, « journal républicain indépendant et organe du parti libéral et antijuif d'Alger ».
Raphaël Antonini est le père de Charles-Félix Antonini (1874-1950), avocat à la Cour d'appel et maire de Bouzaréa depuis 1912.